# Штокало, Иосиф Захарович
Иосиф Захарович Штокало (16 ноября 1897, Скоморохи — 5 января 1987, Киев) — украинский советский математик, педагог, доктор физико-математических наук (с 1944 года), профессор (с 1946 года). Член-корреспондент (с 1948 года) и академик АН УССР (с 19 мая 1951 года), почётный член Международной академии истории науки (с 1978 года).

## Биография
Родился 4 (16 ноября) 1897 года в селе Скомороха (ныне во Львовской области). В 1915—1931 годах преподавал математику в средней школе и техникумах. С 1918 по 1929 годы руководил трудовой школой в Каменском. Учил математике будущего знатного земляка — Леонида Ильича Брежнева.
В 1931 году окончил Днепропетровский институт народного образования. В 1931—1941 годах работал в высших школах Харькова, с 1941 года — в АН УССР, с 1946 года заместитель директора Института математики АН УССР, в 1949—1951 годах — член Президиума АН СССР и председатель Президиума Львовского филиала АН УССР, в 1956—1963 годах заведующий отдела истории математики Института математики АН УССР, с 1963 года — заведующий сектором истории естествознания и техники Института истории АН УССР, в 1944—1951 и 1956 — 1972 годах — заведующий кафедрой дифференциальных уравнений Киевского университета.
Умер 5 января 1987 года. Похоронен в Киеве на Байковом кладбище (участок № 9).
Дочь — украинский и советский учёный-химик Штокало, Мирослава Иосифовна.

## Научная деятельность
Труды в области теории дифференциальных уравнений и истории математики на Украине. Один из авторов «Истории отечественной математики», «Очерка развития математики на Украине за 40 лет Советской власти» (1958); редактор издания полного собрания произведений украинских математиков М. Остроградского и Г. Вороного.

## Общественная деятельность
Член ВКП(б) с 1941 года. Вел большую общественную работу: много избирался членом Львовского горкома и обкома Компартии Украины, депутатом Львовского горсовета. Был депутатом Верховного Совета РСФСР 3-го и 4-го созывов (1951—1959 года), делегатом XVII, XVIII, XIX съездов Компартии Украины, неоднократно входил в состав делегации СССР в ООН.

## Награды
- Заслуженный деятель науки УССР (1968)
- орден Ленина (3.05.1954)
- Орден Октябрьской Революции (15.11.1977)
- Орден Трудового Красного Знамени (20.07.1971)
- медаль «За трудовую доблесть» (01.10.1944)
- Медаль имени А. Койре — за издание четырёхтомного курса «Истории отечественной математики»[3]
- Премия имени Н. М. Крылова АН УССР (1973)

## Памяти
30 ноября 1989 года в Киеве, на «Доме учёных» на улице Никольско-Ботанической, 14/7, где 1974 по 1987 года в квартире № 19 жил Иосиф Штокало, установлена бронзовая мемориальная доска.